# Fluide Glacial
Fluide Glacial (franska för 'Isig vätska') är en fransk humorserietidning, grundad 1 april 1975 av Gotlib, Alexis och Jacques Diament. Den ges ut månatligen, som en av de få kvarvarande franska vuxenserietidningarna.

## Historik
Fluide Glacial startades våren 1975 av barndomsvännerna Gotlib och Diament – i samarbete med serieskaparen Alexis. Gotlib hade då lämnat redaktionen för L'Écho des Savanes, som han var med om att grunda tre år tidigare. Själva tidningsregistreringen för denna humortidning skedde 1 april detta år. Till den trion anslöt sig så småningom även namn som Francis Masse, Christian Binet, Édika, Daniel Goossens, Maëster, André Franquin och spanjoren Carlos Giménez – den första Gluide Glacial-generationen. Inspiration kom bland annat från Mad Magazine och Zap Comics, och Franquin publicerade här sina Svarta idéer.
När Fluide Glacial startade var den en av de första vuxenserietidningarna. Den var tydligt nischad mot humorserier, med Gotlib och tecknare som påverkats av honom. Tidningen saknade den provokativa sidan hos tidningar som L'Écho des Savanes och Charlie Hebdo men präglades ändå av en stor frispråkighet i humorn. Fluide Glacial fick sitt namn från en skämtartikel, med en iskall vätska som kan spridas ut på stolssitsen där en icke ont anande person snart ska sätta sig.
Tidningshumorn inspirerades också från Harvey Kurtzman, Monty Python och Tex Avery.
Tidningens serier trycktes från starten endast i svart-vitt. Det var först 2003 som man började trycka vissa sidor i färg. I tidningen förekommer heller inte några traditionella annonser, utom för annan produktion av förlaget.
Utgivare från starten var éditions AUDIE, där namnet är en uttydning för "Amusement Umour Dérision Ilarité Et toutes ces sortes de choses" ('Underhållning [H]umor Förlöjligande [T]okrolighet Och allt sånt där'). 1989 såldes tidningen och förlaget till förlagsgruppen Groupe Flammarion. 2016 sålde Flammarion i sin tur det hela vidare till nuvarande utgivaren Bamboo Edition.
1989 trycktes tidningen i 100 000 exemplar, och på senare år har upplagan ofta legat runt 70 000. Den överlevde tidningsdöden bland franska vuxenserietidningar i slutet av 1980-talet och är numera en av få kvarvarande titlar i genren.

## Galleri
Nedan listas ett antal bidragsgivare i tidningen alfabetiskt.

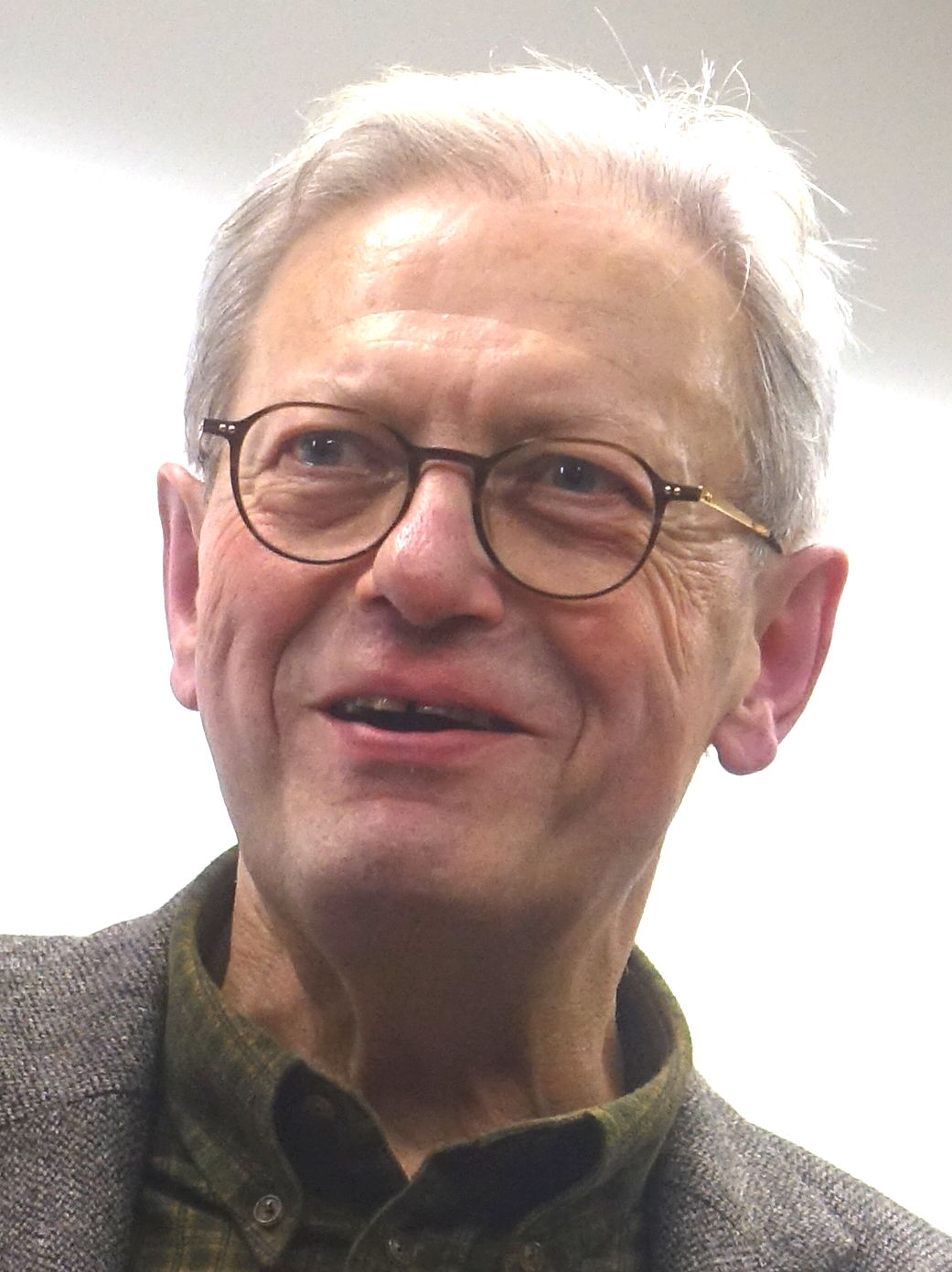
Christian Binet (foto från 2020).
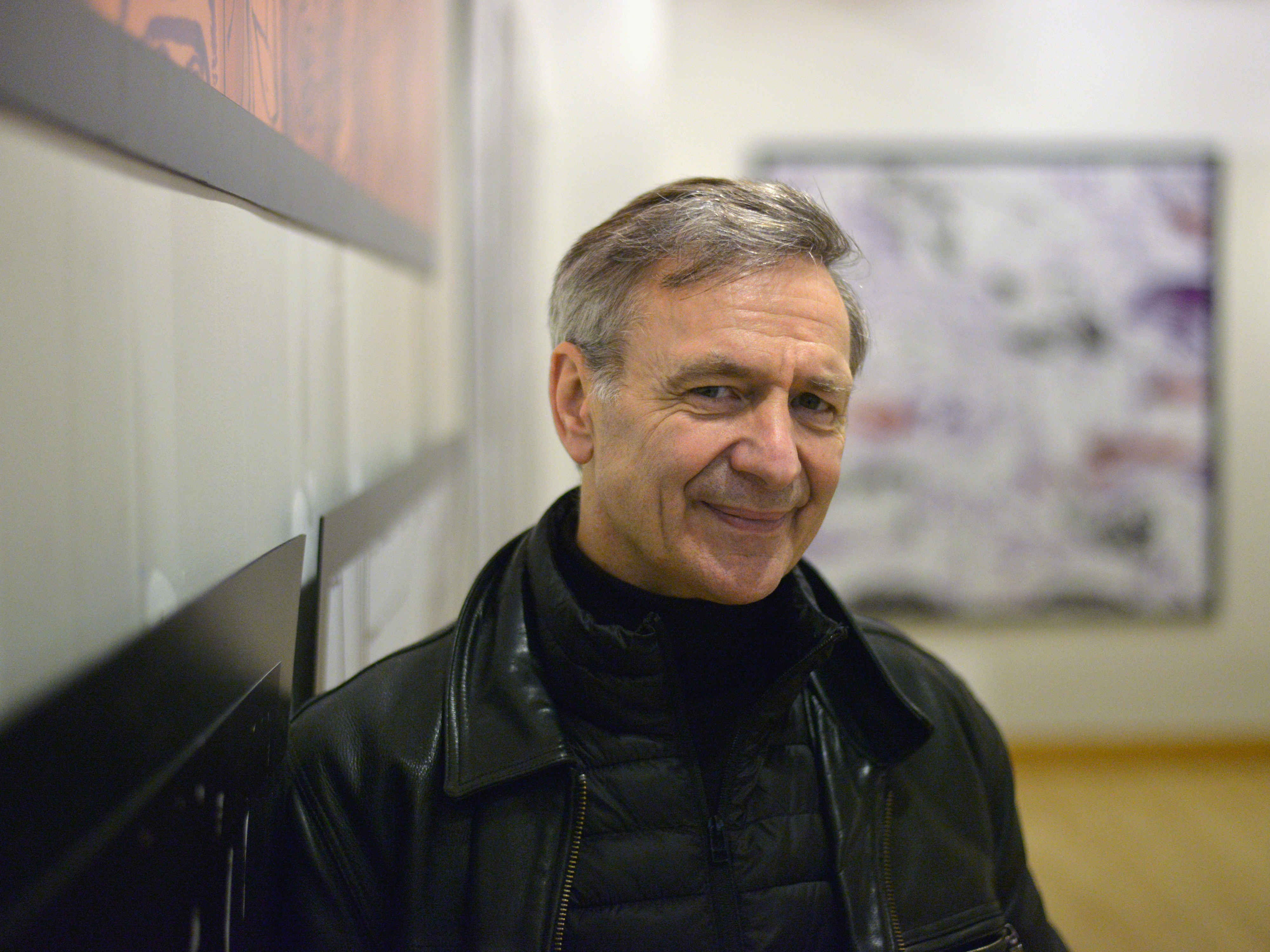
François Boucq (2015).
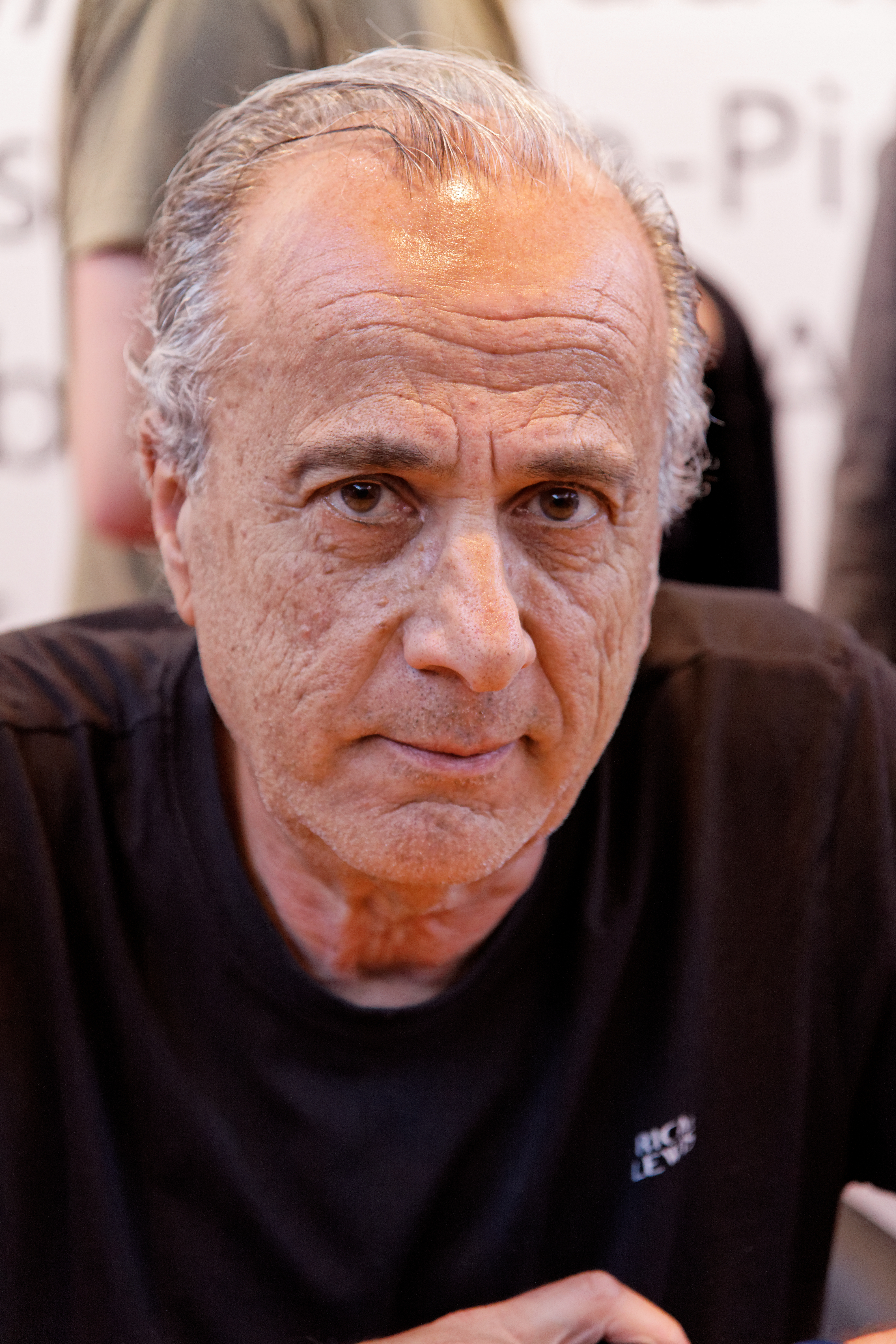
Édika (2012).
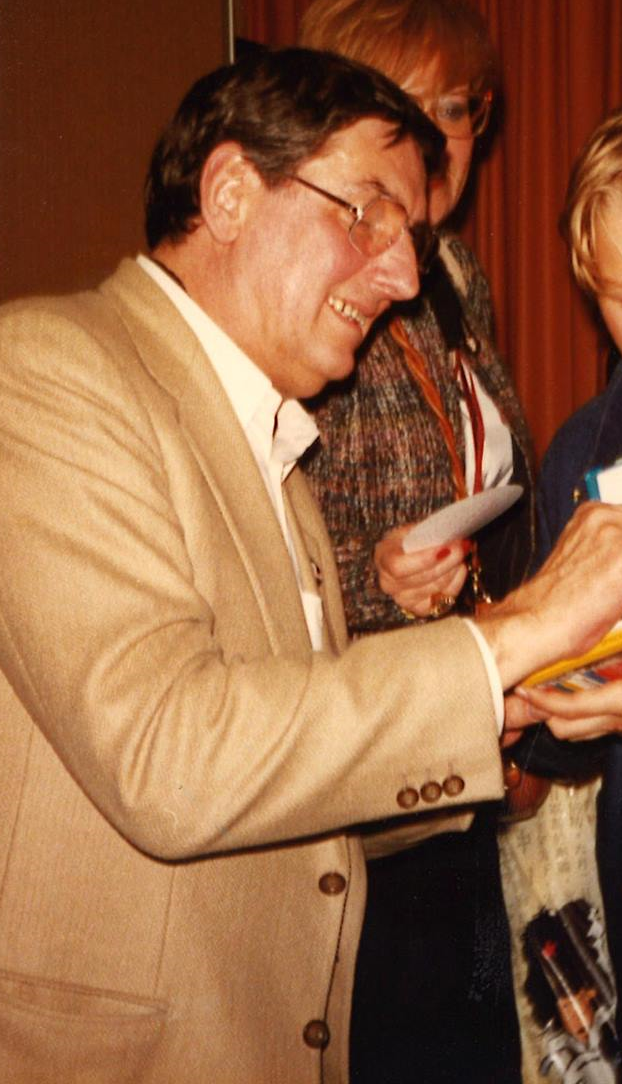
André Franquin (1983).
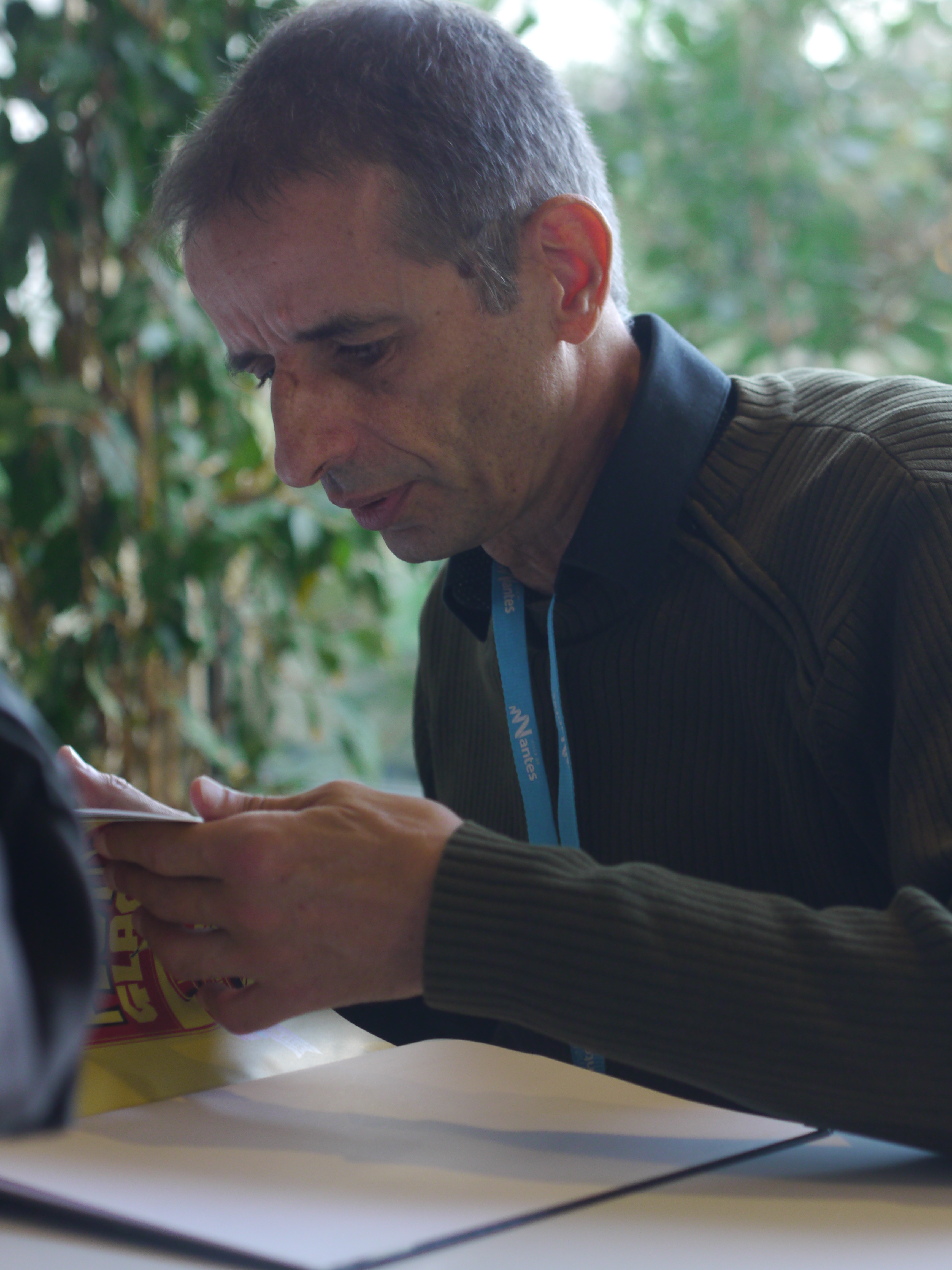
Daniel Goossens (2014).
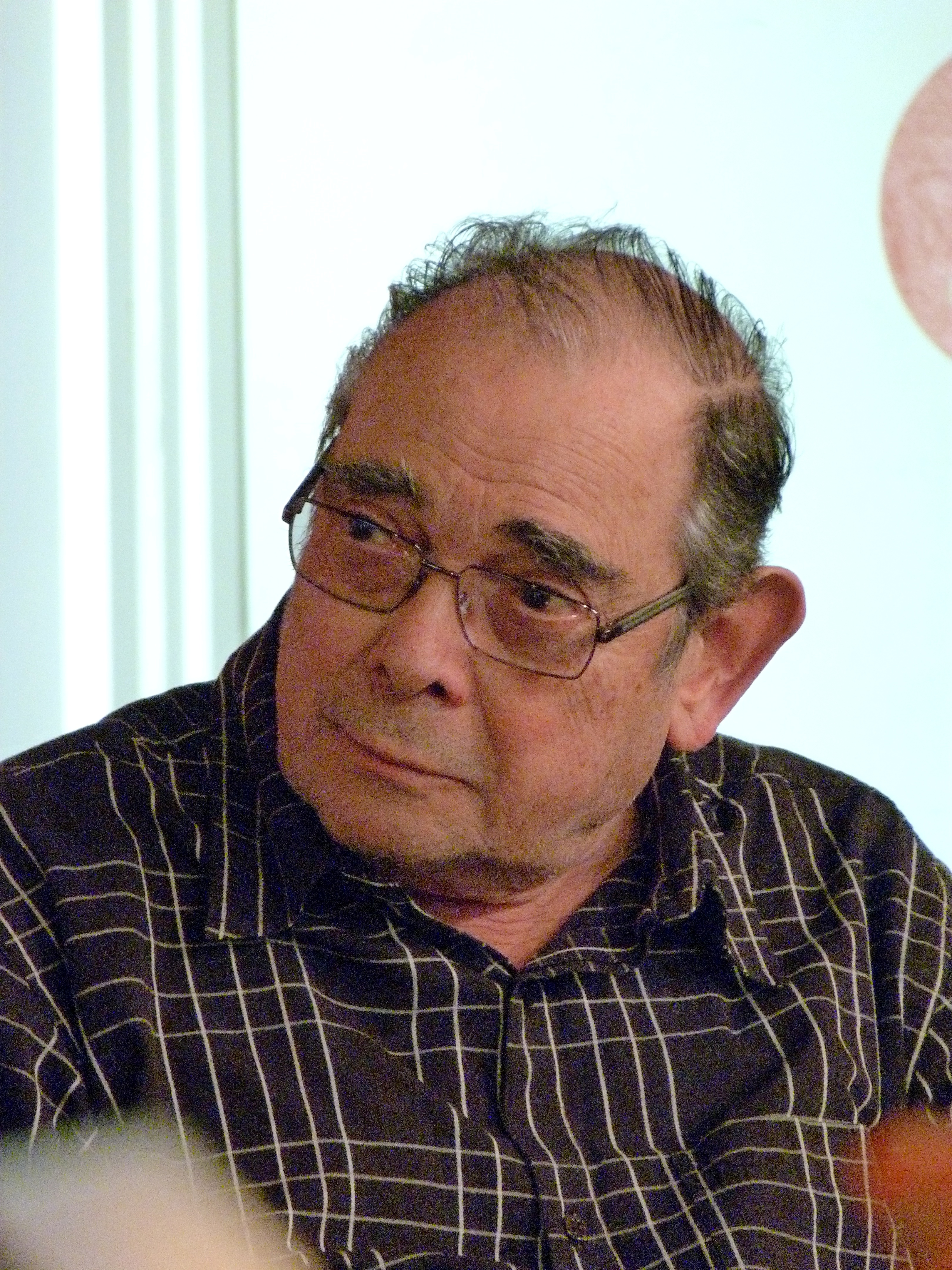
Marcel Gotlib (2011).
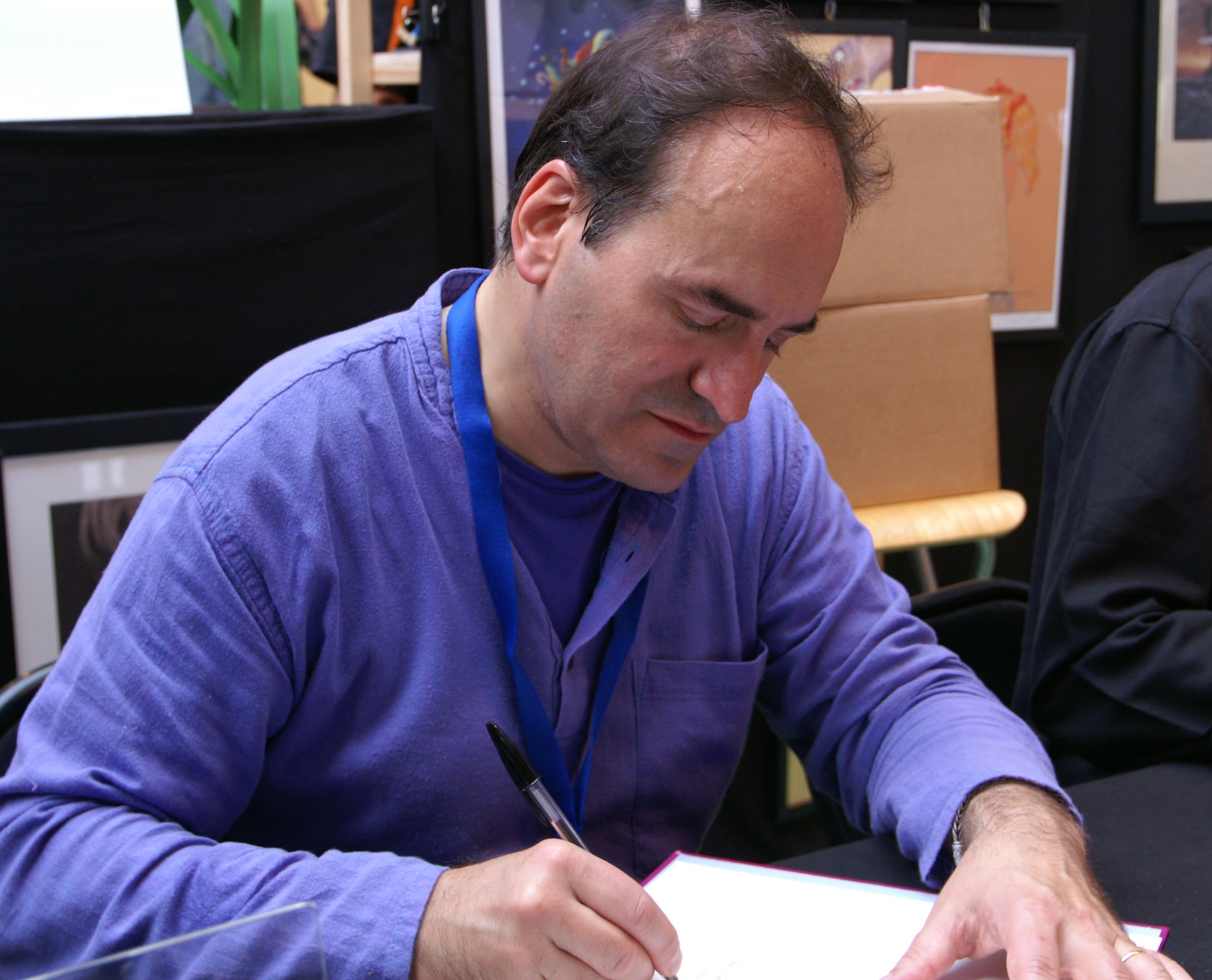
Maëster (2010).
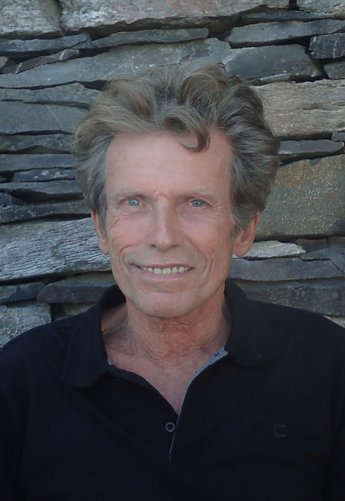
Francis Masse (2015).
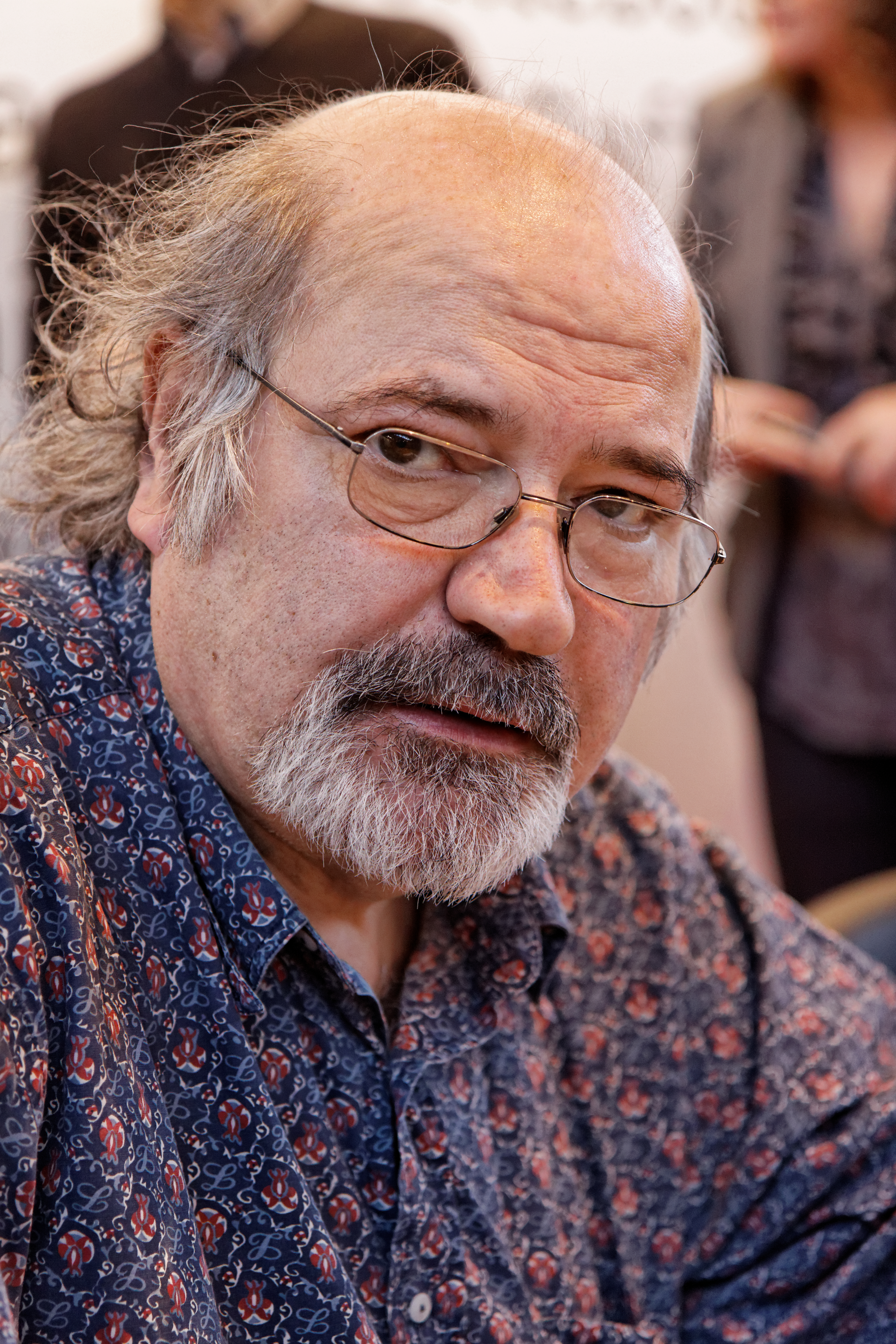
Jean Solé (2012).
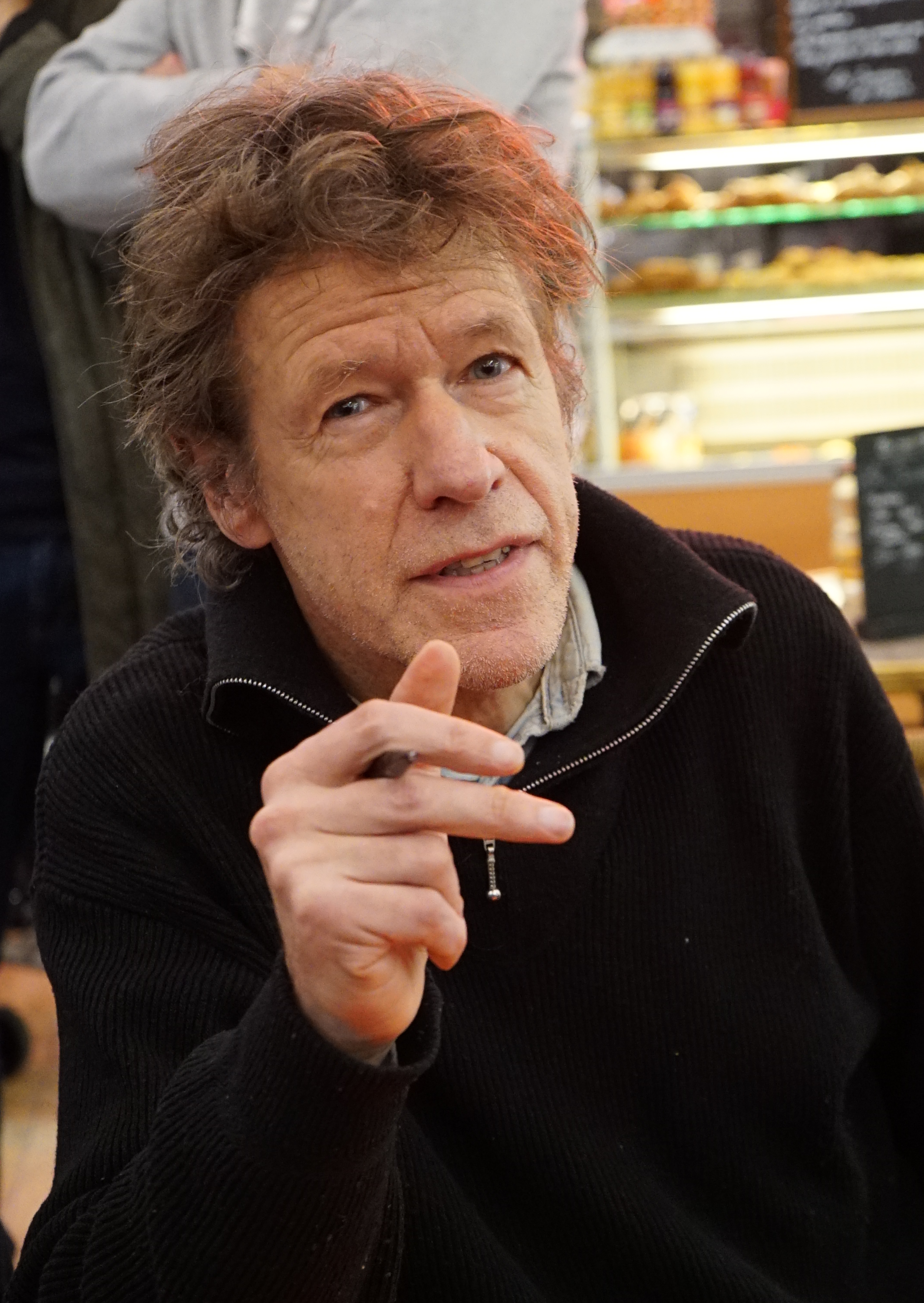
Tronchet (2019).

## Chefredaktörer, med startår
- 1975 — Jacques Diament
- 1989 — Jean-Christophe Delpierre
- 2001 — Ronan Lancelot
- 2003 — Albert Algoud
- 2005 — Thierry Tinlot
- 2011 — Christophe Goffette
- 2012 — Lidingre
- 2018 — Jean-Christophe Delpierre